# Подвійний дракон
«Подвійний дракон» (англ. Double Dragon) — фільм 1994 року, знятий Джеймсом Юкічем на основі серії відеоігор «Double Dragon». Марк Дакаскос і Скотт Вулф зіграли братів Джиммі та Біллі Лі, Алісса Мілано виконала роль Маріан Деларіо, а Роберт Патрік зіграв антагоніста Кога Шуко. Події кінострічки відбувається у Лос-Анджелесу після землетрусу у 2007 році; місто стилізовано як поєднання постапокаліпсису та панк-моди 80-х/ 90-х років.

## Сюжет
Кога Шуко, злочинець та бізнесмен, пояснює своїм підлеглим про потужний, чарівний медальйон під назвою Подвійний дракон, який був розбитий на дві частини. Шуко має тільки одну половинку, тому наказує своїм підлеглим знайти для нього другу.
Брати-підлітки Біллі та Джиммі Лі та їх опікун / названа мати Саторі вирушають додому після комендантської години після турніру бойових мистецтв. На шляху до них звертаються члени банди, які керують вулицями вночі через угоду, укладену з відділом поліції. Вони рятуються за допомогою силового корпусу, групи опікунів на чолі з їхнім другом Маріан, дочкою начальника поліції. На жаль, Абобо, лідер банди, виявляє, що Саторі тримає другу половину медальйону і повідомляє про це Шуко. За свою невдачу він перетворюється на химерного гіганта.
Саторі пояснює скептично налаштованим Біллі та Джиммі про Подвійного дракона і про те, як їхня частинка повинна бути захищена, і вона залишає її під опіку Біллі. Шуко зі своїми поплічниками відвідує Лі, маючи намір взяти другу половинку. Він розкриває здатність свого медальйону: силу, яку отримує власник від володіння. Біллі та Джиммі успішно знешкоджують Абобо, але Шуко зміг врятуватися, підпаливши розлитий бензин. Саторі жертвує собою, щоб брати могли втекти з медальйоном.
Шуко не може самостійно знайти братів, тому об'єднується і залучає банди, демонструючи свою владу відправляє їх у пошуках Лі. Біллі та Джиммі шукають притулку у схованці силового корпусу. Маріан погоджується допомогти їм, використовуючи це як можливість позбутися банди раз і назавжди, вони втрьох вирішують піти до офісу Шуко, щоб викрасти його медальйон. Їх спіткає невдача, вони змушені тікати, але Джиммі потрапляє в полон.
Біллі та Маріан повертаються до бази силового корпусу та нарікають, що не змогли використати силу Подвійного дракона. Маріан вдалося з'ясувати, що медальйон захищає від впливу своєї частинки. Раптом банди атакують укриття. Джиммі з'являється у рукопашному бою. Біллі радіє; однак, Джиммі знаходиться під контролем Шуко. Тоді Біллі випадково активізує свої здібності за допомогою медальйона, він стає невразливим. Зрозумівши це, Шуко погрожує вбити Джиммі. Але це не вдається, тому він відпускає Джиммі, щоб відволікти Біллі та отримати медальйон.
Шуко об'єднує половинки та перетворюється на пару тіньових воїнів з катанами, які знищують все. Брати Лі воюють, але не можуть його перемогти. Полонений Абобо розповідає Маріан про слабкість Шуко до світла. Маріан знову активує генератор укриття і тіньові воїни стають безсилими. Біллі і Джіммі атакують, насильно об'єднавши тіні з Шуко. Вони поєднують дві частини Подвійного дракона, ненадовго з'являється дух Саторі, який підбадьорює їх. Брати лупцюють Шуко та змушують робити його ганебні речі. Приїжджає батько Маріани, щоб притягнути Шуко до відповідальності та раз і назавжди позбутися банд. Джиммі змусив Шуко виписати чек у відділі поліції на 129 мільйонів доларів, перш ніж начальник заарештував його.
Шуко відправляють до в'язниці, поліцейський відділ знову готовий до боротьби, а не йти на компроміси з бандами, а у Біллі та Джиммі тепер дві половинки Подвійного дракона.

## У ролях
| Актор             | Роль                      |
| ----------------- | ------------------------- |
| Скотт Вулф        | Біллі Лі                  |
| Марк Дакаскос     | Джиммі Лі                 |
| Алісса Мілано     | Маріан Деларіо            |
| Роберт Патрік     | Кога Шуко / Віктор Гісман |
| Джулія Ніксон     | Саторі Імада              |
| Леон Руссом       | начальник поліції Деларіо |
| Крістіна Вагнер   | Лінда Лаш                 |
| Нілс Аллен Стюарт | Бо Абобо                  |
| Джордж Гамільтон  | телеведучий               |
| Енді Дік          | метеоролог                |
| Корі Мілано       | Марк Деларіо              |

## Виробництво
Режисер Джим Юкич підсумував свій підхід до фільму: «Наші герої схожі на звичайних дітей — троє дітлахів у пошуках пригод, тому ми не хотіли робити щось таке, чого діти могли б боятись побачити …» «Я хотів би зробити це у веселому, безтурботному дусі».
Актор Роберт Патрік сказав: «Це був фільм, який я зробив, на папері, я думав, це справді може працювати. Це, ну, не дуже добре працює. … У цього персонажа є деякі кумедні аспекти, і це було досить корисний досвід, щоб бути смішним і намагатися водночас бути грізним. Я пишаюся своєю роботою. Це досить екстремальне виконання ролі. Так, і мені довелося працювати зі Скоттом Вулфом, Марком Дакаскосом і Аліссою Мілано».
Погоня на човнах та кульмінаційний момент вибуху, для якого використали 700 галонів бензину й 200 галонів алкоголю, були зняті на річці Кайахоґа на північному сході Огайо. Хоча напередодні на декількох каналах новин попереджали про вибухи, все одно це викликало паніку мешканців міста та стало причиною 210 телефонних викликів екстрених служб протягом десяти хвилин.

## Сприйняття
Відгуки критиків були несприятливими. Газета «Вашингтон пост» назвала фільм «незграбним кроком» і «аматорським виконанням» дітей «настільки оптимістично, що вони могли б врятуватися від подорожі „Енні“»; хоча об'єднаний столичний фон Нью-Анджелеса назвала «новаторським». Рецензійна реакція дала фільму одну з п'яти зірок, заявивши, що фільм «не задовольнить навіть найзапекліших шанувальників». На сайт Rotten Tomatoes він отримав негативну оцінку 13 % на основі 15 відгуків критиків, з консенсусом «розумне використання спецефектів у „Подвійному драконі“ не може маскувати надмірно спрощений сюжет фільму і сирі діалоги», що робить його однією з найгіршою кіноадаптацією відеоігр усіх часів.
У 2009 році стрічка потрапила до десятка найгірших фільмів про відеоігри журналу «Тайм».

### Продажі
За інформацією Box Office Mojo, фільм зібрав $1 376 561 у перші вихідні у 1087 кінотеатрах та $2 341 309 — у решту днів.

### Спадок
Сюжетні та візуальні елементи фільму були повторно використані у файтинговій версії «Double Dragon» 1995 року виробництва Technos Japan. Сюди входить трансформація, яку переживають брати Лі під час кульмінації фільму, яка постає у грі як особливий хід для обох персонажів; та використання кадрів фільму у вступі до гри.

## Домашнє відео
Компанія Universal випустила фільм у форматі VHS та на Laserdisc у квітні 1995 року в США, тоді як CFP випустив фільм на відеокасетах в Канаді. Компанія GoodTimes Entertainment зробила ще один варіант у форматі VHS наприкінці 1997 року, у 2001 році випустила його на DVD, а потім ще раз на DVD — 31 серпня 2004 року. У 2014 році DigiDreams випустила фільм на Blu-ray у Німеччині. Група MVD Entertainment Group (за ліцензією власника прав Imperial Entertainment Group) випустила фільм на Blu-ray/DVD у 2019 році.